# Saga Gripenberg
Saga Margareta Gripenberg, ursprungligen Funck, född 25 november 1920 i Helsingfors, död 19 oktober 2012 i Lidingö församling, var en finlandssvensk översättare. Tillsammans med Claes Gripenberg har hon bland annat översatt Nadine Gordimer till svenska. Hon var verksam mellan 1957 och 1980. Saga Gripenberg är begravd på Lidingö kyrkogård.